# Handwritten (The Gaslight Anthem)
Handwritten è il quarto album studio del gruppo rock statunitense The Gaslight Anthem, pubblicato il 20 giugno 2012 dalla Mercury Records. Il disco segna anche il passaggio della band dall'etichetta indipendente SideOneDummy Records ad una major.

## Tracce
1. 45 – 2:34
2. Handwritten – 3:58
3. Here Comes My Man – 3:35
4. Mulholland Drive – 3:53
5. Keepsake – 4:02
6. Too Much Blood – 5:07
7. Howl – 2:04
8. Biloxi Parish – 3:46
9. Desire – 3:15
10. Mae – 4:07
11. National Anthem – 3:40

## Formazione
- Brian Fallon - voce, chitarra
- Alex Rosamilia - chitarra solista, voce secondaria
- Alex Levine - basso, voce secondaria
- Benny Horowitz - batteria